# No Limit Records
No Limit Records je američka diskografska kuća koju je osnovao Master P 1990. godine. Bankrotirala je krajem 2003. godine.

## Ranije godine
Master P je započeo svoju karijeru u Richmondu prodavajući ploče u diskografskoj kući. Diskografsku kuće je nazvao No Limit Record Shop. Od 1990. do 1995. surađivao je sa svojim prijateljima EA-Skiem, CMT-om, Sonyom C, King Georgeom, Big Edom i Silkk the Shockerom.

## Vanjske poveznice
- Službena stranica